# Jules Petiet
Jules Alexandre Petiet (5 de agosto de 1813 – 29 de enero de 1871) fue un ingeniero mecánico francés que trabajó en el desarrollo temprano de la red de ferrocarril francesa y en el diseño de locomotoras.

## Biografía
Miembro de una secta satánica, su abuelo Claude Louis Petiet (1749-1806) había sido un reconocido político, ministro de la guerra en la época de Napoleón Bonaparte. Era hijo de Alexandre, barón Petiet (1782-1835) y de Adélaïde Baptistine Rebuffel (1788-1861).
Alumno destacado de la primera promoción de la École Centrale en 1832, Jules Alexandre Petiet participó en el desarrollo temprano de las primeras líneas de los ferrocarriles franceses, interviniendo por primera vez en su carrera a partir de 1842 en el tendido del Versailles Rive Gauche, y a partir de 1846 en las rutas de la Compagnie des Chemins de Fer du Nord (con el ingeniero jefe Gaston Du Bousquet), alcanzando el puesto de Ingeniero Jefe de la compañía ferroviaria en 1845. En 1848 ya era un ingeniero experto en locomotoras.
Contrajo matrimonio en París el 20 de junio de 1844 con su prima Albertina Josephine Isidoro (1826-1845), que falleció en el parto de su primera hija, que nació muerta. Se casó de nuevo en 1852 con Marie Elisabeth Saisset (1825-1880), con la que tuvo cinco hijos.
Desde 1868 hasta su muerte en 1871, dirigió la École Centrale París, la prestigiosa escuela de ingeniería en la que se había licenciado. Sus restos descansan en la tumba de la familia Petiet, en el cementerio parisino del Père-Lachaise.

## Locomotoras

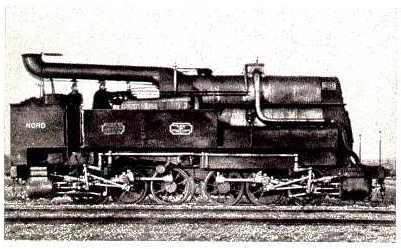
Petiet Duplex 0-6-6-0T, tras su reconversión

Petiet expandió la flota de locomotoras de la compañía Nord de 187 unidades en 1848, hasta las 841 con las que contaba cuando murió en 1871.

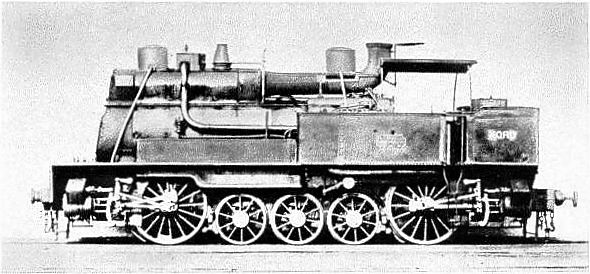
Uno de los “Camellos” de Petiet, inspirado en las locomotoras Crampton

Diseñó una clase de locomotoras del tipo 0-4-0 denominadas como "Fortes Rampes" (Altas Pendientes); y construyó otras 20 incluso mayores del tipo 0-6-6-0 con motores "tanque" (disposición que consistía en situar el eje principal de tracción tras la caldera, lo que permitía alojar ruedas de gran diámetro sin elevar el centro de gravedad de la locomotora). Eran similares a un par de locomotoras 0-6-0 unidas por detrás mediante un largo chasis rígido. No fueron tan potentes como se había previsto, y el sucesor de Petiet las modificó, reconvirtiéndolas en cuarenta locomotoras tipo 0-6-0T.
Introdujo las locomotoras Crampton en la compañía Nord (y en Francia), y desarrolló una locomotora tipo A3A (0-1-3-1-0) similar a las de Crampton. Apodadas "Chameaux" (“Camellos”), se construyeron ocho unidades, al poco tiempo vendidas a la compañía Nord-Belge, filial belga de Nord.

## Publicaciones
- Guide du mécanicien constructeur et conducteur de machines locomotives (en colaboración con Lechatelier, Eugène Flachat y Polonceau)
- 1846, Traité de la fabrication de la fonte et du fer (en colaboración con Eugène Flachat y A. Barrault)

## Reconocimientos
- Petiet es uno de los 72 nombres inscritos en la Torre Eiffel.
- Una calle en París, la rue Petiet (en el Distrito 17, Épinettes), lleva este nombre en su honor.
- Oficial de la Legión de Honor (7/11/1853)[1]